# La conjuración de Fiesco
La conjuración de Fiesco en ocasiones traducida simplemente como Fiesco (Die Verschwörung des Fiesco zu Genua en su título original) es una obra de teatro del dramaturgo alemán Friedrich Schiller, estrenada en el Hoftheater de Bonn en 1783.

## Argumento
La obra transcurre en la Génova del siglo XVI, entre los días 31 de diciembre de 1547 y 3 de enero de 1548. Recrea el gobierno autocrático de Andrea Doria y sobre todo los desmanes de su sobrino el Duque Gianetto Doria, quien, impunemente, consigue seducir a la hija del burgués Verrina. Se trata de una más de una larga serie de fechorías que colman la paciencia de la ciudadanía. Los burgueses, hartos de los abusos del poder, inician una revuelta para implantar una república. Al frente de los rebeldes se sitúa el joven y gallardo Duque de Fiesco. Sin embargo, pronto quedará revelado que los auténticos objetivos del Duque no van más allá de sus propios intereses personales. Ante esta situación, Verrina termina asesinándolo.

## Representaciones en castellano
La obra se representó en el Teatro Español de Madrid en 1946, con dirección de Cayetano Luca de Tena, decorados de Sigfrido Burmann, adaptación' de Eduardo Marquina e interpretada por Manuel Dicenta, Aurora Bautista, José Rivero, Pilar Solá, Asunción Sancho y Carmen Bernardos.